# Victricius

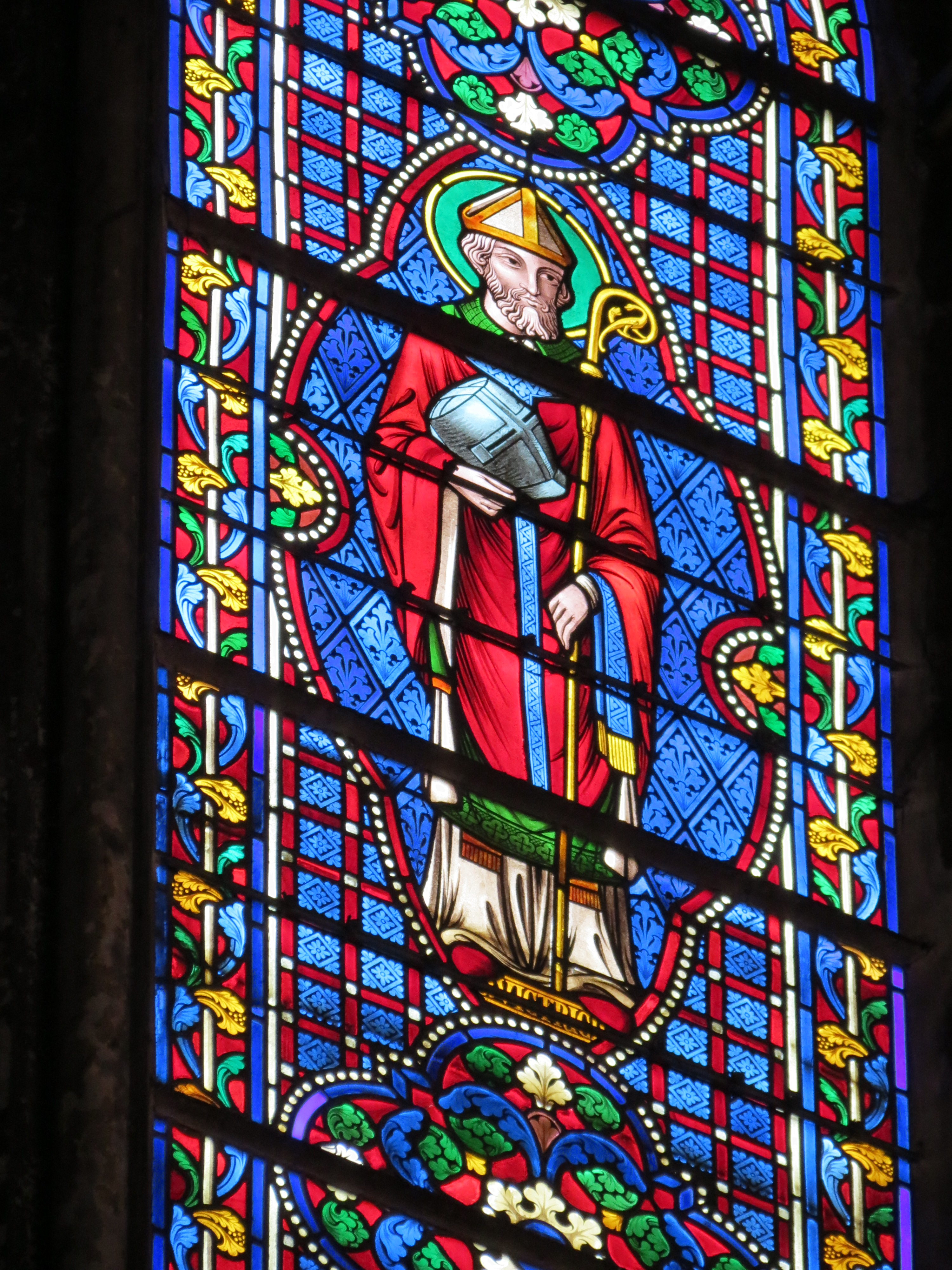
Gebrandschilderd glas van Sint-Victricius in een kerk in de buurt van Rouen.

Sint-Victricius (Gallië, ca. 330 – Rouen ca. 415) is een heilige. Hij was missionaris en bisschop van Rouen van 393 tot 407. Zijn naamdag wordt gevierd op 7 augustus, in sommige streken op 8 juni.
Hij werd geboren na het Eerste Concilie van Nicea.
Hij was de zoon van een Romeins legionair en was zelf ook in het leger.

## Bekering
Hij bekeerde zich rond 363 tot het christendom. Voor de tribunus wierp hij zijn wapens af en vroeg hij om ontslag uit het leger.  Hij werd gegeseld met de zweep en geslagen met de stok en in de kerker geworpen. De inspecteur van het leger liet hem martelen opdat hij zijn wapens weer zou opnemen, maar tevergeefs. Hij werd daarom veroordeeld tot de dood door onthoofding.

## Mirakels
Toen gebeurden er volgens Paulinus van Nola twee mirakels.
1. De beul legde de hand op zijn hals en werd toen plots blind, zodat hij de doodstraf niet kon uitvoeren. Vitricius werd opnieuw in de kerker geworpen.
2. De bewakers hadden ketens om zijn armen gespannen die tot op het bot in zijn vlees sneden. Hij smeekte zijn bewakers om de ketenen iets losser te maken. Toen ze kwamen kijken, waren de ketenen vanzelf afgevallen. De bewakers konden Vitricius niet opnieuw ketenen. De bewakers brachten verslag uit bij de inspecteur en die liet Vitricius vrij.

## Missionaris
Hij predikte in Artesië, in Vlaanderen bij de Morinen en de Nerviërs, Henegouwen en Brabant.
Na 386 ontmoette hij te Vienne in Dauphiné Martinus van Tours.
Hij ontmoette ook de ascetische monnik Paulinus van Nola, waarmee hij tussen 397 en 404 correspondeerde.

## Bisschop
In 393 werd hij bisschop van het bisdom Rouen. In 396 reisde hij naar Engeland om te bemiddelen tussen de bisschoppen daar.

## Ketter
Hij werd beschuldigd van ketterij en werd ervan beschuldigd een aanhanger van Apollinarius van Laodicea te zijn. Hij reisde in 403 naar paus Innocentius I te Rome, die hem verdedigde en hem de pauselijke bul Liber Regularum gaf.    

## Relikwieën
In 393 kreeg Victricius te Vienne vanuit Rome vanwege Ambrosius van Milaan de relikwieën van Sint-Andreas en van de heiligen Gervasius en Protasius. 
In 396 liet hij te Rouen een kerk bouwen.
In 396 ontving hij de relikwieën van de heiligen Vitalis en Agricola, die hij in de nog onafgewerkte kerk onderbracht.
Victricius schreef De Laude Sanctorum ("Over het lof van de heiligen") over de theologische betekenis van relikwieën.

## Heilige
Hij werd begraven te Rouen.
In de 9e eeuw werd hij te Amiens, Atrecht, Rouaan en Soissons als heilige vereerd.
In de 9e eeuw werden de relikwieën verplaatst naar het fort van Braine bij Soissons om ze te beschermen tegen plundering door de Noormannen. Ze bleven daar tot de Franse Revolutie. In 1865 liet Henri de Bonnechose, de aartsbisschop van Rouen, de relikwieën van Sint-Victricius overbrengen naar Rouen.
- Bibsys: 90880989
- Bibliothèque nationale de France: cb11995595t (data)
- CiNii: DA00344451
- Gemeinsame Normdatei: 100661661
- International Standard Name Identifier: 0000 0000 9518 9010
- Library of Congress Control Number: no97007759
- Nationale Bibliotheek van Tsjechië: kup19980000107088
- Nationale Bibliotheek van Israël: 987007287393105171
- Nederlandse Thesaurus van Auteursnamen: 071370617
- Réseau des bibliothèques de Suisse occidentale: 02-A000172539
- Système universitaire de documentation: 028040546
- Virtual International Authority File: 64014952
- WorldCat: E39PBJrrqRdMBGDGkKy4RkXPQq